# William Grenville, 1. Baron Grenville

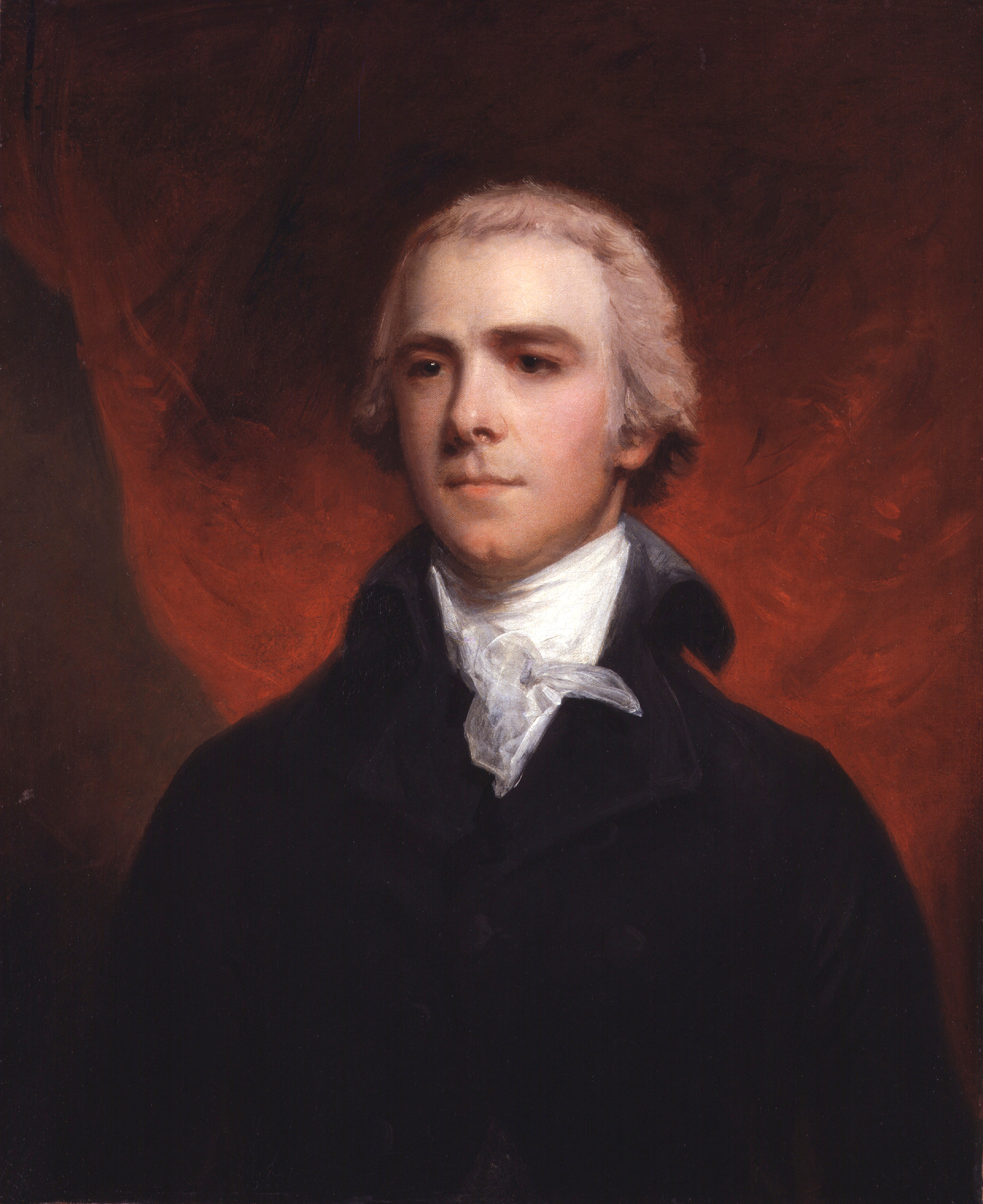
William Wyndham Grenville, 1. Baron Grenville, um 1800

William Wyndham Grenville, 1. Baron Grenville (* 25. Oktober 1759 in Wotton House, Buckinghamshire; † 12. Januar 1834 in Burnham, Buckinghamshire), war ein britischer Politiker der Whig-Partei und Premierminister.

## Leben
Grenville war der dritte Sohn des Premierministers George Grenville aus dessen Ehe mit Elizabeth Wyndham, einer Tochter des Tory-Politikers Sir William Wyndham, 3. Baronet. Er besuchte das Eton College, danach studierte er am Christ Church College der Universität Oxford und anschließend am Lincoln’s Inn. 1782 wurde er als Abgeordneter für das Borough Buckingham ins House of Commons gewählt und 1784 als Abgeordneter für das County Buckinghamshire wiedergewählt. 1783 wurde er in Privy Council aufgenommen. Im Parlament wurde er bald ein enger Verbündeter des jüngeren William Pitt. In dessen Regierung war er von 1784 bis 1789 als Paymaster of the Forces Zahlmeister der British Army sowie der Royal Navy. Im Januar 1789 wurde er zunächst Sprecher des House of Commons. In demselben Jahr trat er dem Kabinett als Innenminister bei. Am 25. November 1891 darauf erhob man ihn als Baron Grenville, of Wotton under Bernewood in the County of Buckingham, zum erblichen Peer, wodurch er einen Sitz im House of Lords erhielt und aus dem House of Commons ausschied. Er wurde zugleich Führer des Oberhauses. 1791 übernahm er als Nachfolger des Francis Osborne, 5. Duke of Leeds, das Außenministerium. Seine zehnjährige Amtszeit verlief dramatisch wegen der Kriege gegen Napoleon. Während des Krieges war Grenville Führer der Gruppe, die den Krieg auf dem Kontinent als Weg zum Sieg ansah. Ihr gegenüber stand die Fraktion um Henry Dundas, die den Seekrieg und Krieg in den Kolonien bevorzugte. 1801 schied Grenville zusammen mit Pitt wegen des Streits um die Emanzipation der Katholiken aus dem Amt.
In den Jahren ohne Regierungsaufgabe kam Grenville dem Führer der Whig-Opposition, Charles James Fox, näher. So zog er nicht mit, als Pitt 1804 wieder an die Macht kam. Nach Pitts Tod 1806 wurde Grenville Oberhaupt der „Regierung aller Talente“, einer Koalition aus Grenvilles Anhängern, Foxschen Whigs und Anhängern des früheren Premierministers Henry Addington, 1. Viscount Sidmouth. Grenville als Finanz- und Fox als Außenminister hatten gemeinsam die Führung. Grenvilles älterer Bruder Thomas war für kurze Zeit Erster Lord der Admiralität in dieser Regierung, die letztlich nicht viel erreichte. Ihr gelang weder ein Friedensschluss mit Frankreich noch die Emanzipation der Katholiken – der Versuch dazu führte schließlich im März 1807 zu ihrem Sturz. Eine herausragende Leistung brachte sie jedoch zustande: den mit überwältigender Mehrheit beschlossenen Slave Trade Act von 1807, der den Sklavenhandel abschaffte.
Die Jahre nach dem Sturz der Regierung verbrachte Grenville in der Opposition. Er hielt seine Allianz mit Lord Grey und den Whigs aufrecht, kritisierte den Spanischen Befreiungskrieg und lehnte es – wie Grey – 1812 ab, Lord Liverpools Regierung beizutreten. In den Nachkriegsjahren näherte sich Grenville wieder mehr den Tories an, kehrte aber nicht mehr ins Kabinett zurück.
Seine politische Karriere wurde 1823 durch einen Schlaganfall beendet. Er starb 1834. Da seine 1792 geschlossene Ehe mit Hon. Anne Pitt (1772–1864), Tochter des 1. Baron Camelford, kinderlos blieb, erlosch sein Baronstitel mit seinem Tod.